# Palasport Taliercio

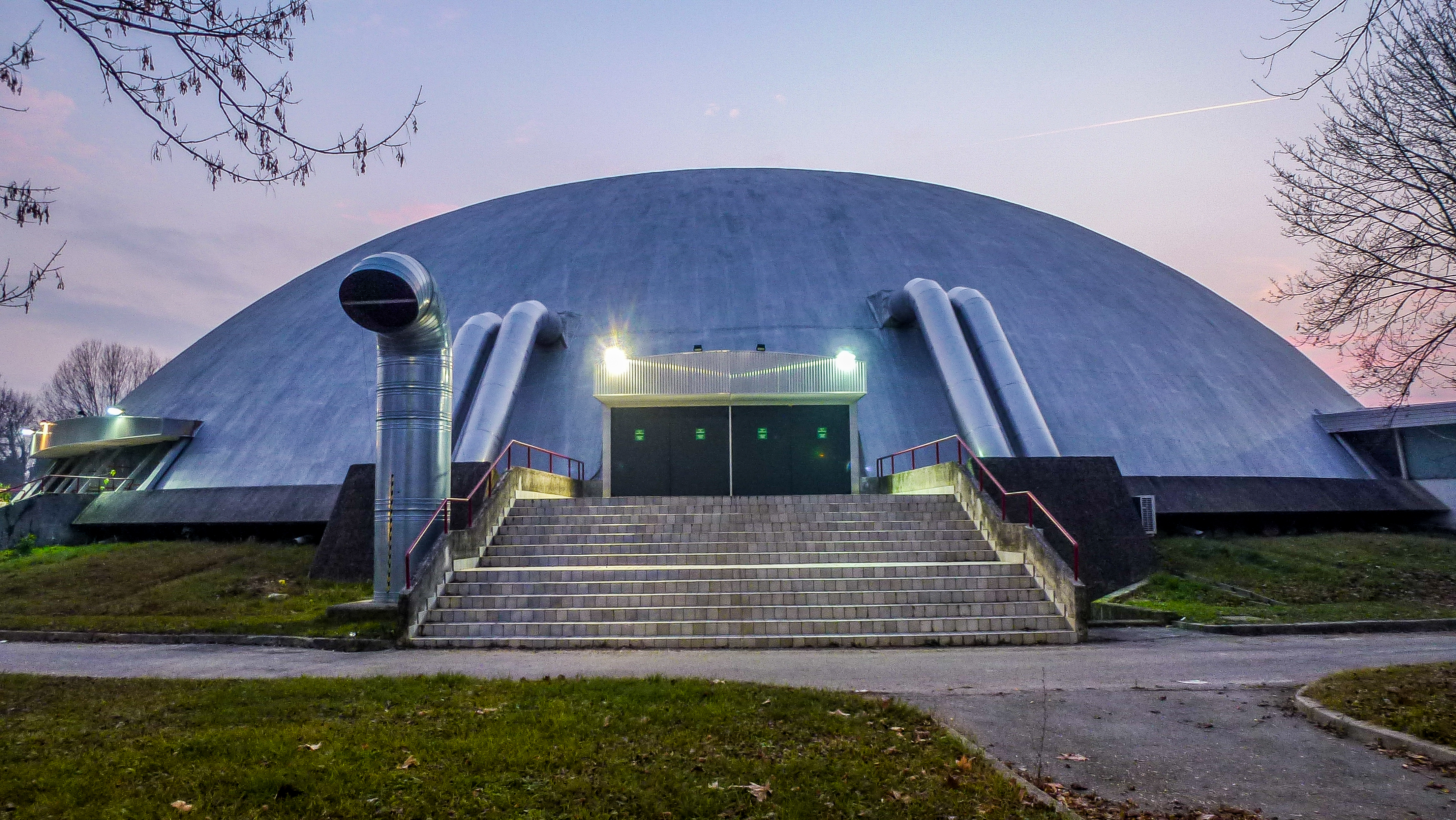
Veduta esterna

Il Palasport Giuseppe Taliercio è il principale palazzetto dello sport del comune di Venezia, ed è una struttura polivalente.
Si trova a Mestre, in località Cavergnago, ed è intitolato alla memoria di Giuseppe Taliercio, dirigente d'azienda ucciso dalle Brigate Rosse.
Ospita vari eventi sportivi, nonché concerti, opere teatrali e altre forme d'intrattenimento.

## Storia
Fu costruito nel 1977 ed inaugurato nel 1978 su iniziativa del Basket Mestre (che ne divenne proprietario, per poi cederlo al Comune di Venezia); dai primi anni 1990 è stato utilizzato anche dalla Reyer Venezia dopo che quest'ultima aveva abbandonato il PalaArsenale, sito nel centro storico della città lagunare e divenuto inadeguato alle normative sulla sicurezza.
L'arena nel 1979 ha ospitato 6 partite del girone A dei Campionati Europei di pallacanestro svoltisi in Italia; la stessa nazionale italiana vi giocò pertanto 3 partite.
Nel 2012 la società Reyer Venezia avviò una sua parziale ristrutturazione, con realizzazione di servizi quali climatizzazione e nuove uscite di sicurezza e altro. La capacità degli spalti si attesta a 3.509 posti.
L'impianto è servito dal trasporto pubblico attraverso la linea urbana ACTV 13, sostituita nei giorni festivi dalla 33H.